# Bóveda
|  | Per a altres significats, vegeu «Bóveda (desambiguació)». |

Bóveda és un municipi situat al sud de la província de Lugo, a Galícia. Pertany a la comarca de la Terra de Lemos.

## Geografia
Bóveda, amb una superfície de 91 km², es troba en una zona de transició entre la Vall de Lemos i la muntanya. Limita amb O Incio i Paradela al nord, amb Monforte de Lemos al sud, amb A Pobra do Brollón i O Incio a l'est, i amb O Saviñao a l'oest.
Té un relleu muntanyós, arribant a la zona occidental als 689 metres al mont Couso. La resta del municipi té una altitud mitjana de 450 metres. La xarxa fluvial pertany a la conca hidrogràfica Miño-Sil, essent el Mao, afluent del Cabe, el riu principal. Altres rius són el Teilán, el Noceda i l'Eimer.
S'hi detecta una gran presència de varietats vegetals de tipus mediterrani com l'alzina i l'arbocer, juntament amb espècies caduques a les teres més altes. També hi ha una gran riquesa faunística, destacant els falcons, àguiles, astors, orenetes, llops, porcs senglars o cabirols, entre d'altres.
El clima és oceànic continental amb hiverns freds, amb abundants glaçades i boires, i estius calorosos i secs. La temperatura mitjana és de 13 °C.

## Demografia
| 4.398 | 4.629 | 4.143 | 3.258 | 1.866 |
| Fonts: INE i IGE (Els criteris de registre censal variaren i les dades de l'INE i de l'IGE poden no coincidir.) |       |       |       |       |

## Parròquies
| Parròquia                   | Població (2015) |
| --------------------------- | --------------- |
| Bóveda (San Martiño)        | 377             |
| Freituxe (Santiago)         | 23              |
| Guntín (San Cristovo)       | 72              |
| Martín (San Cristovo)       | 112             |
| Mosteiro (San Paio)         | 8               |
| Remesar (San Xoán)          | 46              |
| Ribas Pequenas (Santiago)   | 102             |
| Rubián (Santiago)           | 302             |
| San Fiz de Rubián (San Fiz) | 88              |
| Teilán (Santa Baia)         | 189             |
| Tuimil (Santa María)        | 91              |
| Ver (San Vicenzo)           | 80              |
| Vilalpape (San Bartolomeu)  | 38              |
| Vilarbuxán (San Bartolomeu) | 17              |

## Llocs d'interès
- Palau dels Marquesos de Bóveda.
- Capella de l'Ecce Homo, a Rubián.
- Església de San Fiz de Rubián.

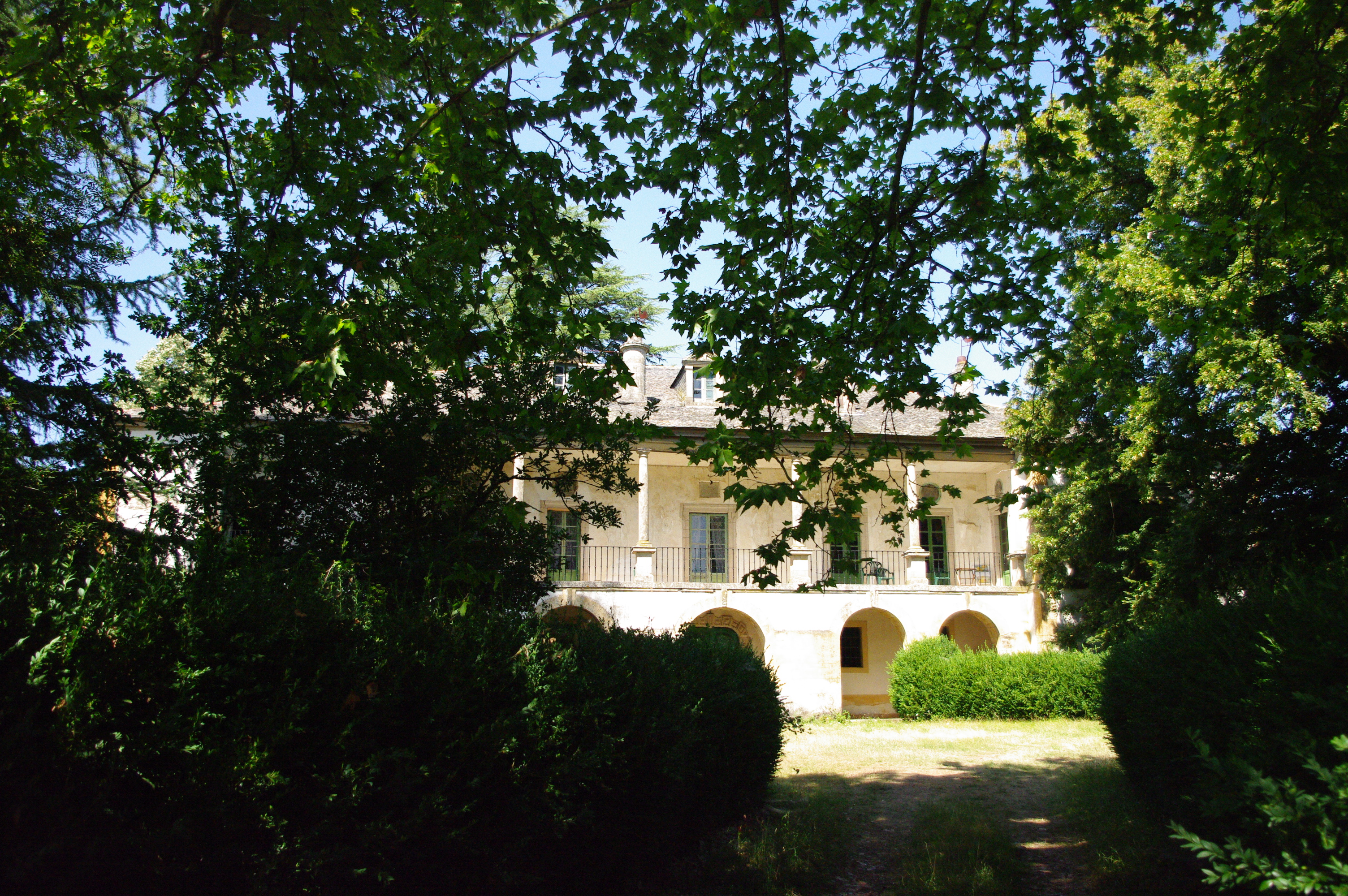
Palau dels Marquesos de Bóveda

- Església de San Cristovo de Martín.
- Casa senyorial de Ver.

## Festes i tradicions
- Fira de Rubián, els dies 14 i 28 de cada mes.
- Festes de San Xil, a Bóveda, l'1 de setembre.
- Festes de l'Ecce Homo, a Rubián, el 15 de setembre.
- Festes de la Verge del Roser, a Guntín, el primer cap de setmana d'agost.
- Festes de Sant Bartolomeu, a Vilalpape, el 24 d'agost.
- Festes de l'Immaculada, a Freituxe, al maig.